# Середа, Антон Фомич
Анто́н Фоми́ч Середа́ (1890, Киевская губерния — 11 августа 1961, Корсунь-Шевченковский, Черкасская область) — украинский советский художник-график и мастер декоративно-прикладного искусства, педагог.

## Биография
Антон Фомич родился в Киевской губернии в 1890 году.
12 декабря 1914 года закончил Строгановское училище в Москве.
С 1915 года заведовал отделом искусств металлического производства Кавказского кустарного комитета в Тбилиси. В 1920—1929 годах находился на преподавательской работе в Киевском художественном институте (ныне Национальная академия изобразительного искусства и архитектуры). С 1921 года действительный член Археологической комиссии ВУАН. В 1930—1934 году работал в Украинском полиграфическом институте в Харькове, с 1934 года — профессор Киевского художественного института. В числе его известных учеников Артём Акопов.
Умер в 11 августа 1961 года от сердечного приступа в Корсуне-Шевченковском, похоронен в Киеве на Байковом кладбище.

## Творчество

### Художественные работы
А. Ф. Середа, главным образом, развивал в книжной графике орнаментальные мотивы и шрифты Г. Нарбута и сохранял строгую линию рисунка и классические средства композиции. В то же время созданные им обложки отличаются большей строгостью, симметрией и уравновешенностью линий и пятен, контрастным сочетанием чёрного и белого.
К лучшим работам художника относятся оформление следующих книг и журналов:
- «Сияние» (1913),
- монография «Г. Нарбут» (не издана),
- сборник «Сергей Маслов» (1927),
- «Энеида» И. Котляревского,
- «Полный сборник поэзии» Т. Шевченко (1927),
- «Библиологические вести» (1928),
- «Казацкие песни» (1936),
- «Фата-Моргана» М. Коцюбинского (1937),
- «Кобзарь» Т. Шевченко (1937),
- «Произведения» И. Франко в 25 томах (тома 1—12, 1941),
- «Слово о полку Игореве» (1952),
- «Семейная хроника о Люборадских» А. Свидницкого и др.

Графика Середы экспонировалась в 1932 году на выставке Ассоциации независимых украинских мастеров искусства (АНУМ) во Львове. Ретроспективная выставка живописи и графики Антона Середы состоялась в 1969 году в Киеве.

### Создание почтовых марок
Антон Фомич Середа был автором первых двух марок Украинской народной республики, номиналом в 10 и 20 шагов. Марки вышли в свет 18 июля 1918 года и были изготовлены в Киеве на Пушкинской улице, 6, где в те годы располагалась типография Василия Кульженко, а также в одесской типографии Ефима Фесенко.
- Середа в филателии
- Первая почтовая марка Украинской народной республики, 1918  (Sc #1)
- Марка Украины (1993) в честь 75-летия первых украинских марок и Дня почтовой марки  (Mi #103)
- Почтовый блок Украины (2008), посвящённый 90-летию первых марок УНР, со спецгашением; на купоне — портрет А. Ф. Середы  (Mi #Block 69)

### Другие работы
Помимо этого, Антон Середа был создателем некоторых фирменных знаков, например, фирменного знака издательства «Печатник» (1919). Середа был также автором флага Украинской ССР и герба Украинской ССР.
А. Середа был одним из организаторов Киевского Музея русского искусства.
А. Середа написал статью на немецком языке «George Narbut als Buchkünstler» (Gutenberg Jahrbuch, 1927) и ряд других профессиональных статей.

## Память
- В ознаменование 75-летия выхода первых украинских почтовых марок почтовым ведомством Украины в 1993 году была подготовлена миниатюра, запечатлевшая марку в 10 шагов работы Антона Середы. Одновременно эта марка была приурочена к празднованию Дня почтовой марки.
- В 2008 году почта Украины выпустила два почтовых блока, посвящённых 90-летию первых почтовых марок УНР. На марках, составляющих блоки, изображены первые марки УНР, а на купонах — портреты Г. И. Нарбута и А. Ф. Середы.